# Gymnasium (Germania)

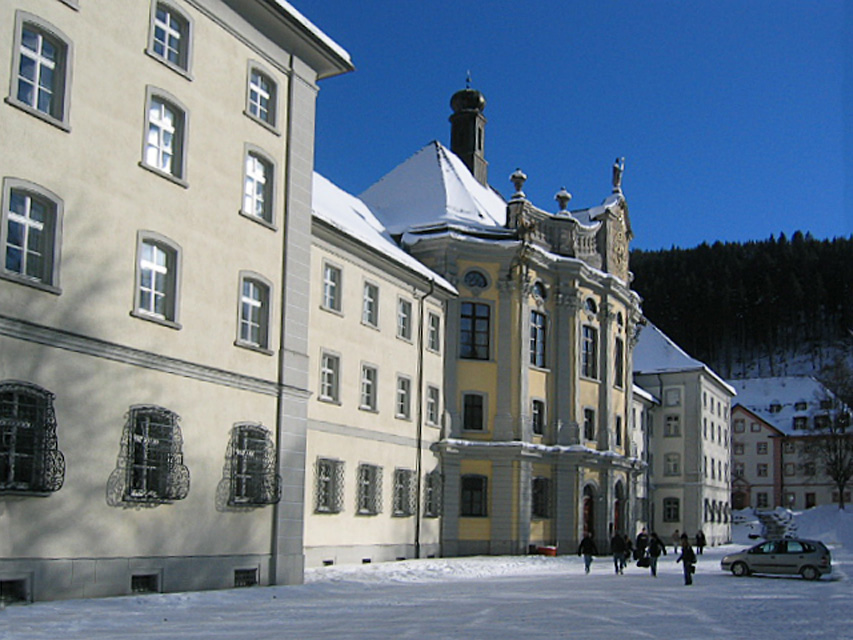
Il Kolleg St. Blasien ha sede in un ex-monastero benedettino

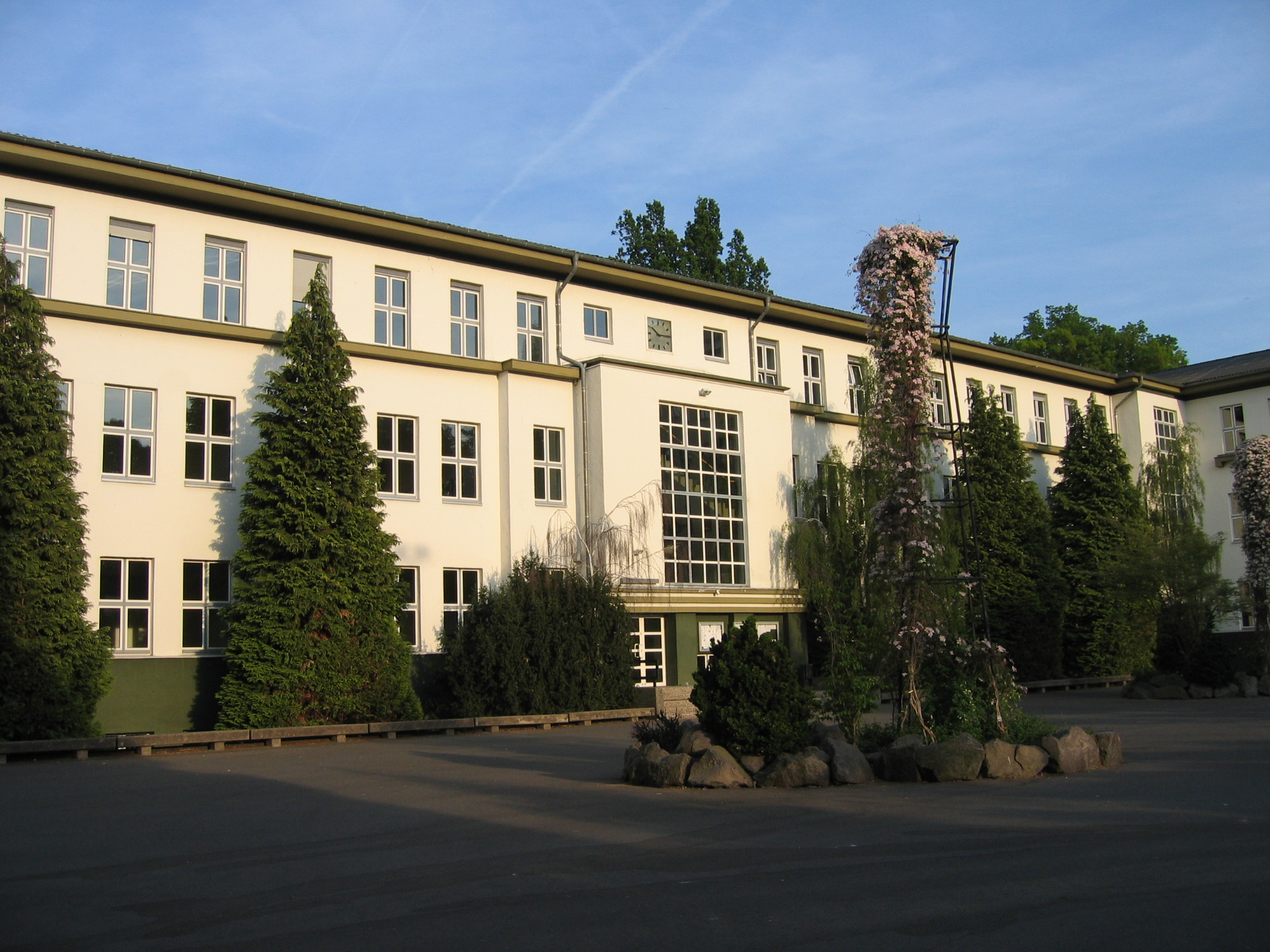
Lo Aloisiuskolleg

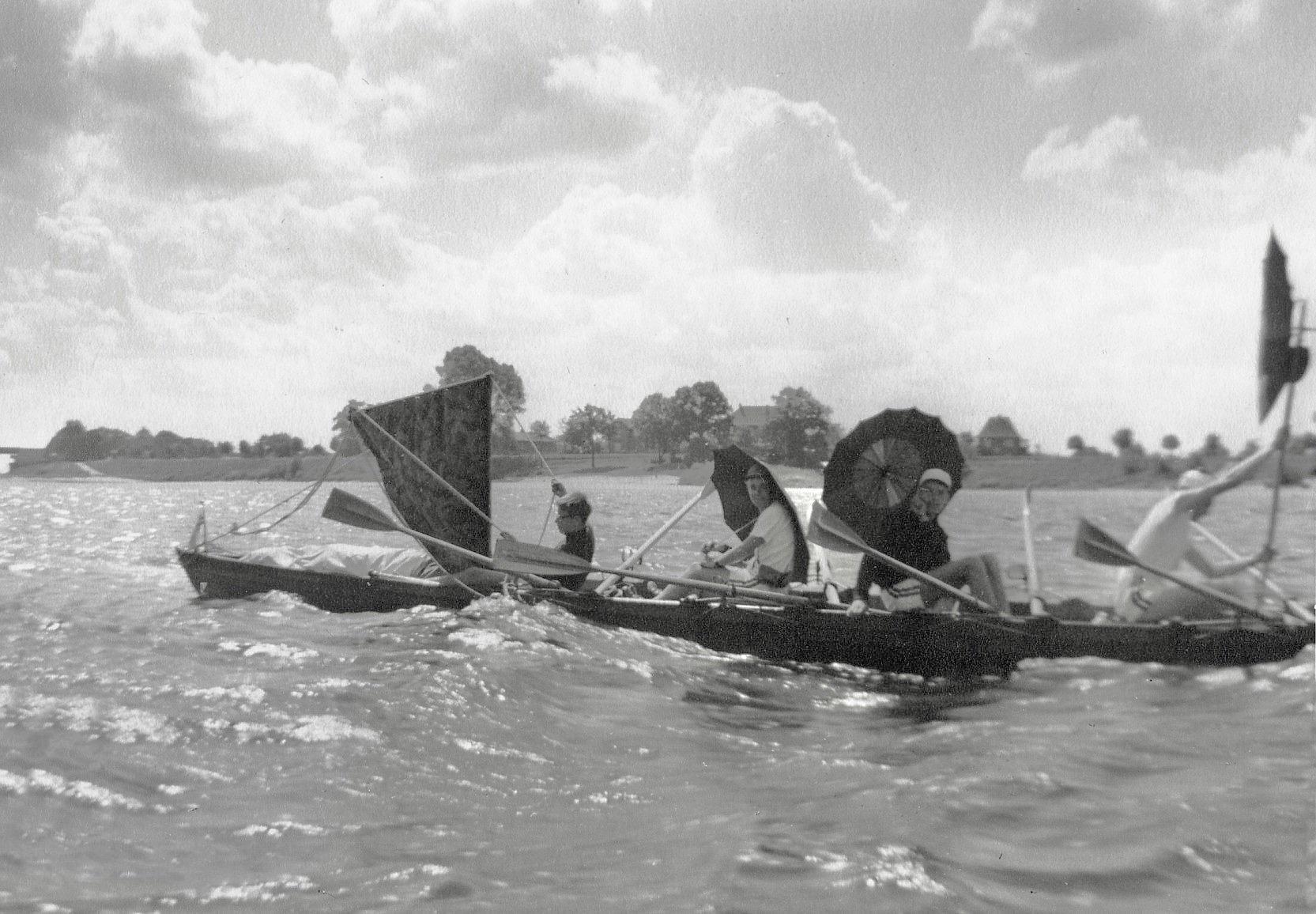
Ginnasiali che praticano il canottaggio sull'Unterelbe nel 1959

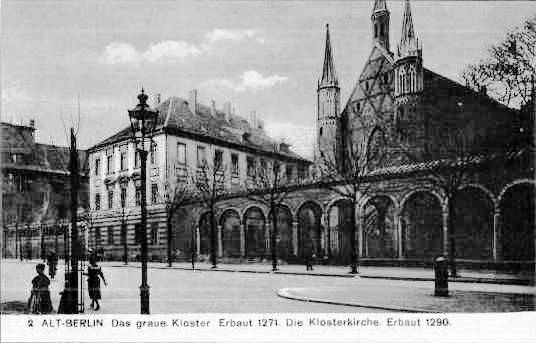
Berlinisches Gymnasium zum Grauen Kloster (1910)

Il Gymnasium (pronuncia: ɡʏmˈnaːzi̯ʊm ; plurale: Gymnasien) nel sistema scolastico tedesco è il più prestigioso dei tre tipi di scuola secondaria; gli altri sono la Realschule e la Hauptschule. Il Gymnasium si concentra sulle materie teoriche per preparare chi proseguirà gli studi all'università, in modo simile ai licei o alle grammar schools di altri sistemi scolastici. Uno studente di Gymnasium è chiamato Gymnasiast (plurale: Gymnasiasten). Nell'anno scolastico 2009/10 c'erano 3.094 ginnasi in Germania, con circa 2.475.000 allievi (intorno al 28% degli studenti delle superiori). 
I ginnasi sono generalmente pubblici, ma sopravvive un certo numero di ginnasi parrocchiali. Nell'anno scolastico 2009/10 l'11,1% dei ginnasiali frequentavano scuole private. Alcune di queste chiedono il pagamento di una retta, ma molte offrono borse di studio. Le rette scolastiche sono tuttavia inferiori che in altri paesi europei. Alcuni ginnasi sono collegi dove gli studenti vivono, ma altri sono scuole diurne; oggi quasi tutti i ginnasi sono misti, ma sopravvivono ancora alcuni istituti solamente femminili o maschili. 
Normalmente gli studenti sono ammessi a dieci o dodici anni dopo aver completato i quattro/sei anni di Grundschule (scuola elementare). In alcuni Länder tedeschi l'ammissione al ginnasio dipende da una lettera di raccomandazione della scuola elementare, ovvero da una certa media di voti; in certi casi se i genitori lo richiedono si può sottoporre ad esame il candidato.
Tradizionalmente il ginnasio durava nove anni. Tuttavia, dal 2004 vi è la richiesta da parte dell'opinione pubblica di ridurre il ginnasio a otto anni; perciò oggi molti alunni frequentano otto anni di ginnasio (il cosiddetto G8), rinunciando al tradizionale nono anno, detto Oberprima. Al termine dell'ultimo anno gli allievi affrontano l'esame di maturità tedesco, l'Abitur.

## Storia

### La fondazione deiGymnasia
I Gymnasia nacquero nel Sacro Romano Impero dal movimento umanistico del Cinquecento. Il primo sistema scolastico che comprendesse un Gymnasium fu quello dell'Elettorato di Sassonia nel 1528, in cui successivamente vennero aggiunti lo studio del greco e del latino. Le lingue classiche divennero allora le materie d'insegnamento fondamentali del Gymnasium, che aveva un programma di nove anni. In alcune scuole veniva insegnato anche l'ebraico. L'inserimento nel programma della filosofia rafforzò la differenza del ginnasio dalle altre scuole. 
L'ascesa del nazionalismo tedesco all'inizio del Novecento portò a critiche contro l'importanza data alla cultura classica e ad una conseguente perdita di prestigio dei ginnasi. L'"eccessivo umanesimo" e l'"idealismo estetizzante" del mondo classico erano considerati non in sintonia con gli ideali del patriottismo germanico, ideali che avrebbero potuto meglio essere coltivati attraverso lo studio della cultura tedesca. 
Dopo la seconda guerra mondiale il sistema scolastico tedesco fu riformato con l'introduzione di nuovi contenuti e valori; tuttavia, il Gymnasium fu conservato accanto alle scuole professionali ed a quelle generali.

### Altri indirizzi
Accanto ai ginnasi umanistici furono in seguito introdotti nuovi tipi di scuole superiori. In particolare, nel Regno di Prussia venne creato il Realgymnasium, che offriva un programma che comprendeva il latino, ma non il greco, e aumentava le ore dedicate alle materie scientifiche. Successivamente vennero introdotte le Oberschulen, che duravano anch'esse nove anni, ma non prevedevano l'insegnamento delle lingue antiche.
Nei vari stati tedeschi si affermarono nomi diversi per indicare i diversi indirizzi scolastici.
Il ginnasio specializzato nell'insegnamento della matematica e delle scienze era spesso chiamato Oberrealschule, mentre quello che insegnava sia le lingue moderne sia le materie scientifiche era chiamato Realgymnasium: il Gymnasium senz'altra indicazione era quello umanistico. Durante il periodo nazista un termine usato per indicare i tre indirizzi descritti era quello di Oberschule ("scuola superiore"). Negli anni sessanta del Novecento, nello sforzo di parificare le diverse scuole, questi nomi tradizionali furono abbandonati.

### Ginnasi femminili

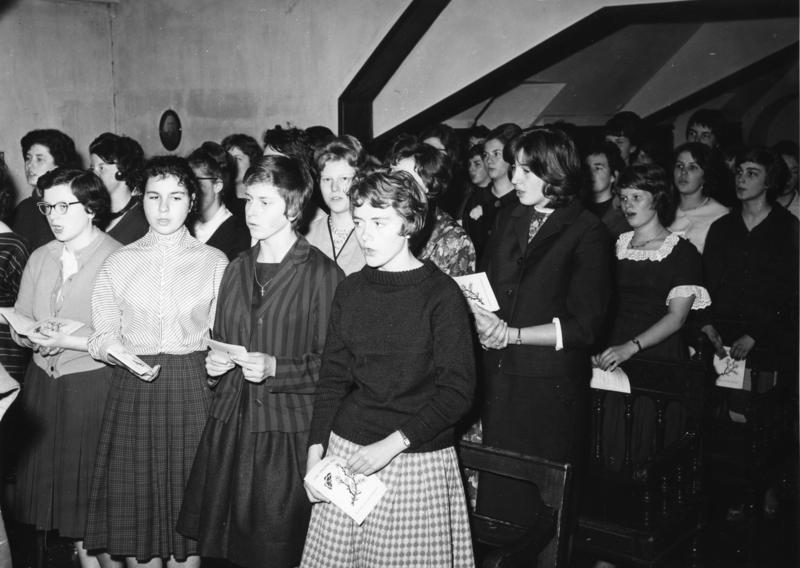
Le allieve del ginnasio femminile di Nonnenwerth nel 1960

All'inizio del Novecento vi fu un significativo aumento del numero di Lyzeum, scuole femminili che duravano sei anni. L'affermazione dei ginnasi femminili si dovette alla crescente importanza del movimento femminista tedesco nell'Otto e Novecento, in concomitanza con la cresciuta domanda di istruzione universitaria per le donne.
Dagli anni settanta, i ginnasi sono generalmente misti, ma sopravvivono alcune scuole solo femminili o solo maschili.

### Nomi tradizionali delle classi scolastiche
Quando la scuola elementare durava quattro anni e le scuole secondarie più diffuse (Volksschule, Hauptschule e Realschule) duravano altri cinque o sei anni, i ginnasi usavano nomi speciali per le classi:
| Anno di studio | Nome della classe                |
| -------------- | -------------------------------- |
| Quinto         | Sexta                            |
| Sesto          | Quinta                           |
| Settimo        | Quarta                           |
| Ottavo         | Untertertia (Tertia inferiore)   |
| Nono           | Obertertia (Tertia superiore)    |
| Decimo         | Untersekunda (Secunda inferiore) |
| Undicesimo     | Obersekunda (Secunda superiore)  |
| Dodicesimo     | Unterprima (Prima inferiore)     |
| Tredicesimo    | Oberprima (Prima superiore)      |

### Lingue moderne
L'introduzione del francese e dell'inglese come lingue facoltative all'inizio del Novecento rappresentò il più grande cambiamento nella scuola secondaria tedesca dopo l'introduzione delle Realschulen nel Settecento.
Oggi nei ginnasi tedeschi si insegnano inglese, francese o latino come prima lingua obbligatoria. 
A Berlino, dove la scuola secondaria comincia con il settimo anno di scuola, ci sono ginnasi specializzati che iniziano al quinto anno di scuola e insegnano latino o francese come prima lingua straniera.
In Bassa Sassonia, Schleswig-Holstein, Brema, Amburgo, Renania Settentrionale-Vestfalia, Assia, Renania-Palatinato, Baden-Württemberg e Baviera l'inglese è obbligatorio (di solito come prima lingua straniera) così come una seconda lingua straniera, che è solitamente il francese. 
Molti ginnasi offrono come seconda lingua una scelta: l'alternativa al francese è per lo più il latino (come prima lingua straniera nei ginnasi umanistici, altrove come seconda o terza lingua). Tuttavia, la popolarità dello spagnolo come seconda lingua aumenta costantemente. 
Inoltre, sono disponibili il greco antico (come terza lingua nei ginnasi umanistici) così come altre lingue moderne: russo, italiano, danese, olandese, polacco.

## Oggi

### Ammissione

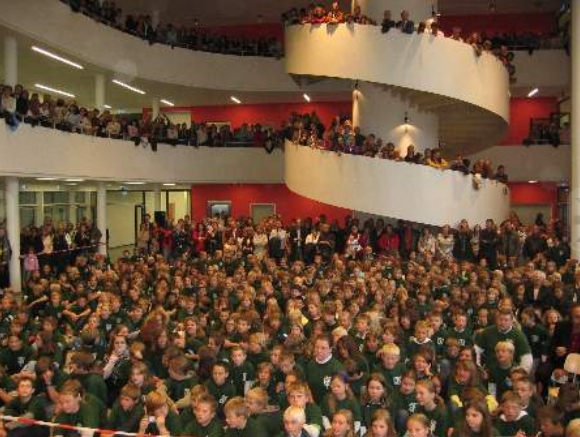
Il primo giorno di scuola al Gymnasium Kirchseeon

I criteri di ammissione variano da Land a Land e da istituto a istituto: generalmente non c'è un esame scritto di ammissione; in alcuni casi è richiesto un voto minimo alle elementari per entrare al ginnasio; spesso è richiesta una lettera di raccomandazione scritta dal maestro delle elementari, che indichi i risultati scolastici, ma anche la condotta, le attitudini personali, il carattere, le attività extrascolastiche. Sulla base di questa lettera il ginnasio decide l'ammissione del candidato. Alcuni istituti organizzano colloqui informali durante i quali presentano la scuola e d'altra parte conoscono il ragazzo e i genitori e discutono se sia la scuola adatta.
Il Land di Berlino permette ai ginnasi di scegliere direttamente il 65-70% degli studenti, mentre il rimanente 30-35% è individuato con estrazione a sorte. Tutti i ragazzi che ne abbiano le qualità possono partecipare all'estrazione a sorte, indipendentemente dai precedenti risultati scolastici.

### Scuole per i più dotati
I ginnasi sono spesso concepiti come scuole per ragazzi dotati. Questo avviene dove gli alunni sono selezionati in base ai risultati delle elementari o ad esami di ammissione come in Baviera o alla Scuola federale della Sassonia Sant'Afra. In questi casi non sono i genitori a scegliere se il figlio frequenterà il ginnasio, ma sono i risultati delle elementari. Bisogna comunque osservare i "dotati" in questo senso comprendono un quinto o un quarto dei ragazzi. In altri Länder non ci sono regole così rigide. Benché tradizionalmente i ginnasi seguano criteri rigorosi per la promozione da una classe all'altra, e ciò spinga gli studenti mediocri a darsi da fare, tuttavia molte scuole adottano il principio "Nessun ragazzo dev'essere lasciato indietro" ("Keiner darf verloren gehen").

### Lingua d'insegnamento
Nonostante alcuni ginnasi specializzati usino come normale lingua d'insegnamento il francese o l'inglese, normalmente la maggior parte delle lezioni (eccetto quelle di lingua straniera) sono tenute in tedesco standard, anche nelle aree in cui l'alto tedesco non è la parlata locale.
Nello Schleswig meridionale ci sono due ginnasi in danese e in Lusazia due ginnasi in sorabo.

### Materie

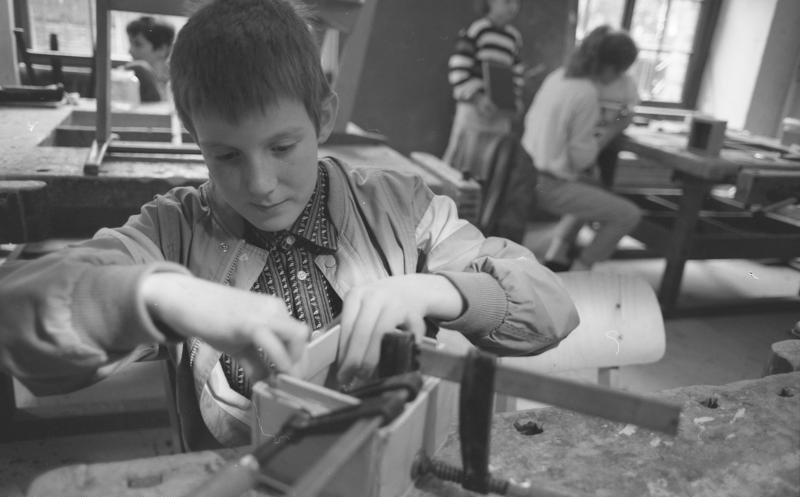
Alunni di ginnasio durante la lezione di applicazioni tecniche a Bonn nel 1988

I programmi scolastici sono diversi da istituto a istituto, ma normalmente comprendono tedesco, matematica, informatica, fisica, chimica, biologia, geografia, educazione artistica (nonché le arti applicate), musica, storia, filosofia, educazione civica, scienze sociali, e alcune lingue straniere.
Per gli studenti dei primi anni l'intero programma è obbligatorio; negli ultimi anni si può scegliere di seguire alcune materie facoltative. 
Le scuole non si concentrano solo sulle materie scolastiche, ma anche sullo sviluppo della persona nella sua pienezza: perciò sono obbligatorie da un lato l'educazione fisica e dall'altro la religione o etica, anche nelle scuole laiche. La Costituzione tedesca garantisce la separazione fra chiesa e stato, perciò anche se le lezioni di religione o etica sono obbligatorie, gli allievi possono scegliere di studiare una specifica religione oppure nessuna.

### Indirizzi
- Humanistisches Gymnasium

Normalmente i ginnasi umanistici sono di antica fondazione. In essi si insegnano il latino e il greco, in qualche caso anche l'ebraico, e in aggiunta anche l'inglese o il francese o entrambi. L'attenzione è posta sull'antichità classica, greca e romana.
Per l'ammissione ad alcuni corsi di laurea, ad esempio per quello in storia, molte università tedesche richiedono tuttora il Latinum, e talvolta anche il Graecum, prove di analisi e di comprensione di testi in latino e greco.
- Neusprachliches Gymnasium

Il ginnasio linguistico moderno è meno tradizionale. Vi si studiano almeno due lingue moderne. Nella maggior parte degli istituti gli studenti possono studiare anche latino.
- Mathematisch-Naturwissenschaftliches Gymnasium

Il ginnasio matematico-scientifico è spesso combinato con quello in lingue moderne.
- Sportgymnasium e Skigymnasium

Il ginnasio sportivo è un tipo di ginnasio il cui principale interesse è lo sport; normalmente si tratta di istituti in cui gli studenti risiedono. Il ginnasio sciistico presta particolare attenzione allo sci.
- Musikgymnasium

Il ginnasio musicale è focalizzato sulla musica. In Baviera esso richiede di studiare uno strumento (generalmente pianoforte o violino) come una delle materie principali.
- Europäisches Gymnasium

Il ginnasio europeo pone maggior enfasi sullo studio delle lingue. Istituti di questo tipo esistono in Baviera e nel Baden-Württemberg. In Baviera gli allievi devono studiare tre diverse lingue moderne. Iniziano lo studio della prima lingua in quinta, quello della seconda lingua l'anno successivo e quello della terza lingua nel decimo anno di scuola. Nel Baden-Württemberg gli studenti cominciano a studiare latino e inglese in quinta. Due o tre anni dopo iniziano a studiare la terza lingua e nel decimo anno di scuola anche la quarta lingua. Entro lo stesso anno gli studenti possono scegliere di abbandonare una delle due prime lingue

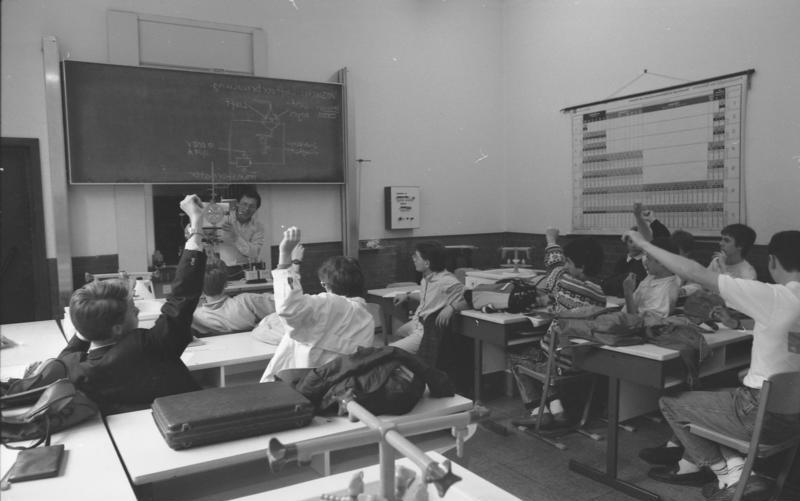
Studenti in una classe di ginnasio a Bonn nel 1988

## Abbigliamento
Tradizionalmente i ginnasiali vestivano un tipico berretto che li contrassegnava come tali: i colori del berretto e dei cordoni cambiavano secondo il ginnasio e la classe. 
Dopo la Machtergreifung dei nazisti, il berretto ginnasiale fu abolito per evitare discriminazioni fra tedeschi. Gli studenti dovevano perciò vestire la divisa della Gioventù hitleriana ed ai ginnasiali fu proibito portare abiti che li identificassero come allievi della loro scuola. 
Attualmente non è più proibito portare capi d'abbigliamento che identifichino la scuola e i berretti sono di nuovo in vendita, tuttavia pochi allievi li indossano.

## Differenze etniche e ginnasio
Benché un terzo dei ragazzi tedeschi abbia almeno un genitore nato all'estero e gli altri tipi di scuole in Germania siano diventati multiculturali, i ginnasi sono rimasti socialmente ed etnicamente piuttosto esclusivi. È tuttavia vero che i ragazzi provenienti da famiglie ebraiche russe, cinesi, greche, coreane o vietnamite frequentano il ginnasio in percentuale maggiore dei tedeschi stessi.